# Chappelle's Show
Chappelle's Show est une émission de télévision humoristique américaine en 33 épisodes de 22 minutes créée et animée par Dave Chappelle, co-créée par Neal Brennan, et diffusée entre le 22 janvier 2003 et le 23 juillet 2006 sur la chaîne Comedy Central.
Il faudra quinze ans pour que le public français puisse découvrir l'émission à la télévision : sa diffusion en version originale sous-titrée, à raison de quatre épisodes tous les mercredis soirs, débute sur la chaîne BET France à partir du 26 septembre 2018.

## Animateurs
- Dave Chappelle
- Anthony Berry
- Neal Brennan
- Bill Burr
- Brian Dykstra
- Drake Hill
- Sophina Brown
- Yoshio Mita
- Paul Mooney
- Charlie Murphy
- Randy Pearlstein (de)
- Donnell Rawlings
- Mos Def
- Max Herman

## Saynètes notables
- Charlie Murphy's True Hollywood Stories : La saynète sur le chanteur Rick James est particulièrement connue et a généré plusieurs phrases culte, comme « Cocaine's a hell of a drug. » ('La cocaïne est une sacrée drogue.') ou encore « I'm Rick James, bitch! » ('Je suis Rick James, putain !').

## Commentaires
Chappelle, Brennan et Michele Armour ont été les producteurs exécutifs du show. La série a duré deux saisons complètes et une troisième, tronquée (appelée « The Lost Episodes »).
Après de nombreux retards, la production de la troisième saison de la série a brutalement pris fin lorsque Chappelle a quitté le show. Trois épisodes ont été faits à partir des travaux réalisés et diffusés du 9 au 23 juillet 2006. Des rediffusions ont souvent lieu sur Comedy Central et dans le monde sur Comedy Central en Allemagne, The Comedy Network au Canada, The Comedy Channel et SBS en Australie et FX Network au Royaume-Uni.
Fin novembre 2020, Netflix a accepté la demande de Dave Chappelle de retirer la série de son service. D'après les termes de son contrat avec ViacomCBS, il n'a pas été payé lorsqu'il a quitté la série en 2006, et ne touche aucune redevance par les services en ligne.